# Métrolinie 15 (Paris)
| Die Linie 15 wird Paris außerhalb der Stadtgrenzen umrunden. |                      |                                |                                |
| Streckenlänge: | 75 km                |                                |                                |
| Spurweite: | 1435 mm (Normalspur) |                                |                                |
| |                      |                                |                                |
| Stationen: | 36                   |                                |                                |
| \| \| \| Noisy – Champs \| \| \| \| \| Bry – Villers – Champigny \| \| \| \| \| \| \| \| \| \| Champigny-Centre \| \| \| \| \| \| \| \| \| \| Marne \| \| \| \| \| Saint-Maur - Créteil \| \| \| \| \| Marne \| \| \| \| \| Créteil l'Echat \| \| \| \| \| Le Vert de Maisons \| \| \| \| \| Seine \| \| \| \| \| Les Ardoines \| \| \| \| \| Mairie de Vitry-sur-Seine \| \| \| \| \| Villejuif Louis-Aragon \| \| \| \| \| Villejuif – Gustave Roussy \| \| \| \| \| Arcueil - Cachan \| \| \| \| \| Bagneux – Lucie Aubrac \| \| \| \| \| Chatillon - Montrouge \| \| \| \| \| Clamart \| \| \| \| \| Issy \| \| \| \| \| Seine \| \| \| \| \| Pont de Sèvres \| \| \| \| \| Weiter ab 2031 \| \| \| \| \| Seine \| \| \| \| \| Saint-Cloud \| \| \| \| \| Rueil–Suresnes–Mont Valérien \| \| \| \| \| Nanterre–La Boule \| \| \| \| \| Nanterre–La Folie \| \| \| \| \| La Défense \| \| \| \| \| Bécon-les-Bruyères \| \| \| \| \| Bois-Colombes \| \| \| \| \| Les Agnettes \| \| \| \| \| Stade de France \| \| \| \| \| Les Grésillons \| \| \| \| \| Seine \| \| \| \| \| Saint-Denis–Pleyel \| \| \| \| \| Stade de France \| \| \| \| \| Mairie d'Aubervilliers \| \| \| \| \| Fort d'Aubervilliers \| \| \| \| \| Drancy–Bobigny \| \| \| \| \| Bobigny–Pablo Picasso \| \| \| \| \| Pont de Bondy \| \| \| \| \| Bondy \| \| \| \| \| Rosny-Bois Perrier \| \| \| \| \| Val de Fontenay \| \| \| \| \| Le Perreux - Nogent \| \| \| \| \| Linie 15 nach Champigny-Centre \| \| |                      |                                |                                |
| U-Bahn-Kopfbahnhof Streckenanfang (Strecke außer Betrieb) (im Tunnel) |                      | Noisy – Champs                 | Noisy – Champs                 |
| U-Bahn-Bahnhof (Strecke außer Betrieb) (im Tunnel) |                      | Bry – Villers – Champigny      | Bry – Villers – Champigny      |
| U-Bahn-Strecke von links (außer Betrieb) (im Tunnel) · U-Bahn-Strecke von rechts und von halblinks |                      |                                |                                |
| U-Bahn-Strecke (außer Betrieb) (im Tunnel) · U-Bahn-Kopfbahnhof Streckenende |                      | Champigny-Centre               | Champigny-Centre               |
| U-Bahn-Strecke (außer Betrieb) (im Tunnel) |                      |                                |                                |
| U-Bahn-Strecke (außer Betrieb) (im Tunnel) · U-Bahn-Strecke unter Wasserlauf (Strecke außer Betrieb) (im Tunnel) |                      | Marne                          | Marne                          |
| U-Bahn-Strecke (außer Betrieb) (im Tunnel) · U-Bahn-Bahnhof (Strecke außer Betrieb) (im Tunnel) |                      | Saint-Maur - Créteil           | Saint-Maur - Créteil           |
| U-Bahn-Strecke (außer Betrieb) (im Tunnel) · U-Bahn-Strecke unter Wasserlauf (Strecke außer Betrieb) (im Tunnel) |                      | Marne                          | Marne                          |
| U-Bahn-Strecke (außer Betrieb) (im Tunnel) · U-Bahn-Bahnhof (Strecke außer Betrieb) (im Tunnel) |                      | Créteil l'Echat                | Créteil l'Echat                |
| U-Bahn-Strecke (außer Betrieb) (im Tunnel) · U-Bahn-Bahnhof (Strecke außer Betrieb) (im Tunnel) |                      | Le Vert de Maisons             | Le Vert de Maisons             |
| U-Bahn-Strecke (außer Betrieb) (im Tunnel) · U-Bahn-Strecke unter Wasserlauf (Strecke außer Betrieb) (im Tunnel) |                      | Seine                          | Seine                          |
| U-Bahn-Strecke (außer Betrieb) (im Tunnel) · U-Bahn-Bahnhof (Strecke außer Betrieb) (im Tunnel) |                      | Les Ardoines                   | Les Ardoines                   |
| U-Bahn-Strecke (außer Betrieb) (im Tunnel) · U-Bahn-Bahnhof (Strecke außer Betrieb) (im Tunnel) |                      | Mairie de Vitry-sur-Seine      | Mairie de Vitry-sur-Seine      |
| U-Bahn-Strecke (außer Betrieb) (im Tunnel) · U-Bahn-Bahnhof (Strecke außer Betrieb) (im Tunnel) |                      | Villejuif Louis-Aragon         | Villejuif Louis-Aragon         |
| U-Bahn-Strecke (außer Betrieb) (im Tunnel) · U-Bahn-Bahnhof (Strecke außer Betrieb) (im Tunnel) |                      | Villejuif – Gustave Roussy     | Villejuif – Gustave Roussy     |
| U-Bahn-Strecke (außer Betrieb) (im Tunnel) · U-Bahn-Bahnhof (Strecke außer Betrieb) (im Tunnel) |                      | Arcueil - Cachan               | Arcueil - Cachan               |
| U-Bahn-Strecke (außer Betrieb) (im Tunnel) · U-Bahn-Bahnhof (Strecke außer Betrieb) (im Tunnel) |                      | Bagneux – Lucie Aubrac         | Bagneux – Lucie Aubrac         |
| U-Bahn-Strecke (außer Betrieb) (im Tunnel) · U-Bahn-Bahnhof (Strecke außer Betrieb) (im Tunnel) |                      | Chatillon - Montrouge          | Chatillon - Montrouge          |
| U-Bahn-Strecke (außer Betrieb) (im Tunnel) · U-Bahn-Bahnhof (Strecke außer Betrieb) (im Tunnel) |                      | Clamart                        | Clamart                        |
| U-Bahn-Strecke (außer Betrieb) (im Tunnel) · U-Bahn-Bahnhof (Strecke außer Betrieb) (im Tunnel) |                      | Issy                           | Issy                           |
| U-Bahn-Strecke (außer Betrieb) (im Tunnel) · U-Bahn-Strecke unter Wasserlauf (Strecke außer Betrieb) (im Tunnel) |                      | Seine                          | Seine                          |
| U-Bahn-Strecke (außer Betrieb) (im Tunnel) · U-Bahn-Bahnhof (Strecke außer Betrieb) (im Tunnel) |                      | Pont de Sèvres                 | Pont de Sèvres                 |
| U-Bahn-Strecke (außer Betrieb) (im Tunnel) |                      | Weiter ab 2031                 | Weiter ab 2031                 |
| U-Bahn-Strecke (außer Betrieb) (im Tunnel) · U-Bahn-Strecke unter Wasserlauf (Strecke außer Betrieb) (im Tunnel) |                      | Seine                          | Seine                          |
| U-Bahn-Strecke (außer Betrieb) (im Tunnel) · U-Bahn-Bahnhof (Strecke außer Betrieb) (im Tunnel) |                      | Saint-Cloud                    | Saint-Cloud                    |
| U-Bahn-Strecke (außer Betrieb) (im Tunnel) · U-Bahn-Bahnhof (Strecke außer Betrieb) (im Tunnel) |                      | Rueil–Suresnes–Mont Valérien   | Rueil–Suresnes–Mont Valérien   |
| U-Bahn-Strecke (außer Betrieb) (im Tunnel) · U-Bahn-Bahnhof (Strecke außer Betrieb) (im Tunnel) |                      | Nanterre–La Boule              | Nanterre–La Boule              |
| U-Bahn-Strecke (außer Betrieb) (im Tunnel) · U-Bahn-Bahnhof (Strecke außer Betrieb) (im Tunnel) |                      | Nanterre–La Folie              | Nanterre–La Folie              |
| U-Bahn-Strecke (außer Betrieb) (im Tunnel) · U-Bahn-Bahnhof (Strecke außer Betrieb) (im Tunnel) |                      | La Défense                     | La Défense                     |
| U-Bahn-Strecke (außer Betrieb) (im Tunnel) · U-Bahn-Bahnhof (Strecke außer Betrieb) (im Tunnel) |                      | Bécon-les-Bruyères             | Bécon-les-Bruyères             |
| U-Bahn-Strecke (außer Betrieb) (im Tunnel) · U-Bahn-Bahnhof (Strecke außer Betrieb) (im Tunnel) |                      | Bois-Colombes                  | Bois-Colombes                  |
| U-Bahn-Strecke (außer Betrieb) (im Tunnel) · U-Bahn-Bahnhof (Strecke außer Betrieb) (im Tunnel) |                      | Les Agnettes                   | Les Agnettes                   |
| U-Bahn-Strecke (außer Betrieb) (im Tunnel) · U-Bahn-Bahnhof (Strecke außer Betrieb) (im Tunnel) |                      | Stade de France                | Stade de France                |
| U-Bahn-Strecke (außer Betrieb) (im Tunnel) · U-Bahn-Bahnhof (Strecke außer Betrieb) (im Tunnel) |                      | Les Grésillons                 | Les Grésillons                 |
| U-Bahn-Strecke (außer Betrieb) (im Tunnel) · U-Bahn-Strecke unter Wasserlauf (Strecke außer Betrieb) (im Tunnel) |                      | Seine                          | Seine                          |
| U-Bahn-Strecke (außer Betrieb) (im Tunnel) · U-Bahn-Bahnhof (Strecke außer Betrieb) (im Tunnel) |                      | Saint-Denis–Pleyel             | Saint-Denis–Pleyel             |
| U-Bahn-Strecke (außer Betrieb) (im Tunnel) · U-Bahn-Bahnhof (Strecke außer Betrieb) (im Tunnel) |                      | Stade de France                | Stade de France                |
| U-Bahn-Strecke (außer Betrieb) (im Tunnel) · U-Bahn-Bahnhof (Strecke außer Betrieb) (im Tunnel) |                      | Mairie d'Aubervilliers         | Mairie d'Aubervilliers         |
| U-Bahn-Strecke (außer Betrieb) (im Tunnel) · U-Bahn-Bahnhof (Strecke außer Betrieb) (im Tunnel) |                      | Fort d'Aubervilliers           | Fort d'Aubervilliers           |
| U-Bahn-Strecke (außer Betrieb) (im Tunnel) · U-Bahn-Bahnhof (Strecke außer Betrieb) (im Tunnel) |                      | Drancy–Bobigny                 | Drancy–Bobigny                 |
| U-Bahn-Strecke (außer Betrieb) (im Tunnel) · U-Bahn-Bahnhof (Strecke außer Betrieb) (im Tunnel) |                      | Bobigny–Pablo Picasso          | Bobigny–Pablo Picasso          |
| U-Bahn-Strecke (außer Betrieb) (im Tunnel) · U-Bahn-Bahnhof (Strecke außer Betrieb) (im Tunnel) |                      | Pont de Bondy                  | Pont de Bondy                  |
| U-Bahn-Strecke (außer Betrieb) (im Tunnel) · U-Bahn-Bahnhof (Strecke außer Betrieb) (im Tunnel) |                      | Bondy                          | Bondy                          |
| U-Bahn-Strecke (außer Betrieb) (im Tunnel) · U-Bahn-Bahnhof (Strecke außer Betrieb) (im Tunnel) |                      | Rosny-Bois Perrier             | Rosny-Bois Perrier             |
| U-Bahn-Strecke (außer Betrieb) (im Tunnel) · U-Bahn-Bahnhof (Strecke außer Betrieb) (im Tunnel) |                      | Val de Fontenay                | Val de Fontenay                |
| U-Bahn-Strecke (außer Betrieb) (im Tunnel) · U-Bahn-Bahnhof (Strecke außer Betrieb) (im Tunnel) |                      | Le Perreux - Nogent            | Le Perreux - Nogent            |
| U-Bahn-Strecke nach links (außer Betrieb) (im Tunnel) · U-Bahn-Strecke nach rechts (außer Betrieb) (im Tunnel) |                      | Linie 15 nach Champigny-Centre | Linie 15 nach Champigny-Centre |

Die Linie 15 der Métro Paris ist eine in Bau befindliche Ringbahn um die französische Hauptstadt Paris. Sie ist Teil des Großprojektes Grand Paris Express zur Modernisierung des öffentlichen Nahverkehrs im Raum Paris. Nach ihrer Fertigstellung im Jahr 2031 soll sie 75 Kilometer lang sein und 36 Stationen aufweisen. Diese Stationen werden so angelegt, dass ein Umstieg auf andere Linien der Métro Paris sowie des Grand Paris Express möglich sind, aber auch andere Verkehrsmittel, wie der RER Paris, die Vorortbahnen Transilien, die Straßenbahn Île-de-France und diverse Buslinien sind erreichbar. Sie soll automatisch, d. h. fahrerlos betrieben werden.

## Überblick
Die Linie  wird Paris außerhalb des Stadtgebietes umrunden, dabei verläuft sie durch die Départements Hauts-de-Seine, Val-de-Marne und Seine-Saint-Denis. Die gesamte Strecke wird im Tunnel verlaufen. Das Bauprojekt zur Erstellung der Linie 15 ist in drei Bauabschnitte unterteilt, die Schrittweise bis 2031 realisiert werden. Seit 2016 in Bau befindet sich die Linie 15 Süd, die 2026 fertig sein soll. Die beiden anderen Bauabschnitte Linie 15 Ost und Linie 15 West sind seit 2020 im Bau.

## Linie 15 Süd

Südabschnitt der Linie 15

Der südliche Abschnitt der Linie 15 ist 33 Kilometer lang und führt durch 22 Gemeinden mit rund einer Million Einwohner. Damit diese erschlossen werden können, sind 16 Stationen geplant. Dieser Streckenabschnitt soll der erste sein, der in Betrieb geht, die Inbetriebnahme soll im vierten Quartal des Jahres 2026 erfolgen. Der öffentliche Nutzen für diesen Bauabschnitt wurde im Dezember 2014 erklärt, dieser ist vergleichbar mit einem deutschen Planfeststellungsbeschluss. Daraufhin konnten im März 2015 die bauvorbereitenden Maßnahmen beginnen. Die Hauptbauarbeiten sind seit Juni 2016 in Gange. Der Abschnitt wurde in mehrere Ausschreibungen unterteilt, so dass dort fünf Tunnelbohrmaschinen gleichzeitig arbeiten konnten. Von April 2018 bis zum 20. Dezember 2021 wurden die Tunnel vorgetrieben.
Liste der Stationen der Ligne 15 Sud:
| Station                    | Einwohner im Einzugsbereich | Geplante Reisende | Anschlussmöglichkeiten                                      | Baufortschritt (Stand August 2023)                 |
| -------------------------- | --------------------------- | ----------------- | ----------------------------------------------------------- | -------------------------------------------------- |
| Pont de Sèvres             | 38.000                      | 95.000            | Métro , Tram                                                | Einbau der Technik und der Verbindung zur          |
| Issy                       | 45.000                      | 150.000           | RER , Métro , Tram , Bus                                    | Ausstattung des Bahnhofs und des Passagiergebäudes |
| Clamart                    | 32.000                      | 50.000            | Transilien                                                  | Einbau der Bahnhofsausstattung                     |
| Chatillon - Montrouge      | 38.000                      | 95.000            | Métro , Tram , Bus                                          | Einbau der Bahnhofsausstattung                     |
| Bagneux – Lucie Aubrac     | 22.000                      | 60.000            | Métro                                                       | Einbau der Bahnhofsausstattung                     |
| Arcueil - Cachan           | 32.000                      | 95.000            | RER, Bus                                                    | Tunnelausstattung                                  |
| Villejuif – Gustave Roussy |                             | 100.000           | Métro Grand Paris Express                                   | Fertiggestellt                                     |
| Villejuif Louis-Aragon     | 31.000                      | 50.000            | Métro , Tram                                                | Einbau der Bahnhofsausstattung                     |
| Mairie de Vitry-sur-Seine  | 42.000                      | 50.000            | Tram                                                        | Innenausbau der Station                            |
| Les Ardoines               |                             | 95.000            | RER, Bus                                                    | Innenausbau der Station                            |
| Le Vert de Maisons         | 26.000                      | 90.000            | RER                                                         | Einbau der Bahnhofsausstattung                     |
| Créteil l’Echat            | 30.000                      | 90.000            | Métro                                                       | Einbau der Bahnhofsausstattung                     |
| Saint-Maur - Créteil       | 26.000                      | 45.000            | RER, Bus                                                    | Tunnel-/Bahnhofsausstattung                        |
| Champigny Centre           | 23.000                      | 48.000            | Métro Ligne 15 Est                                          | Bau der Bahnhofsgebäude/-ausstattung               |
| Villiers – Champigny – Bry | 13.000                      | 55.000            | RER, Bus                                                    | Tunnel-/Bahnhofsausstattung                        |
| Noisy - Champs             | 23.000                      | 150.000           | RER , Métro Grand Paris Express , Métro Grand Paris Express | Einbau der Bahnhofsausstattung                     |